# أمعاء

الجهاز الهضمي

الأمعاء (جمع المَعْي أو المِعَى) إحدى الأقسام الرئيسية للجهاز الهضمي عند الثدييات.

## التكوين
يتم تقسيم الأمعاء إلى أمعاء دقيقة وأمعاء غليظة. وتبدأ الأمعاء الدقيقة من الإثنا عشري (أو العفج) وتنتهي الأمعاء الغليظة بالقولون.

## الوظيفة
الأمعاء هي المسؤولة عن استخراج المواد الغذائية من الطعام وامتصاصها ومن ثم طرح الأقسام غير المفيدة من الطعام. ويتم في جزء منها (الأمعاء الغليظة) تخزين بقايا الطعام لحين طرده عن طريق فتحة الشرج.

## الأمراض

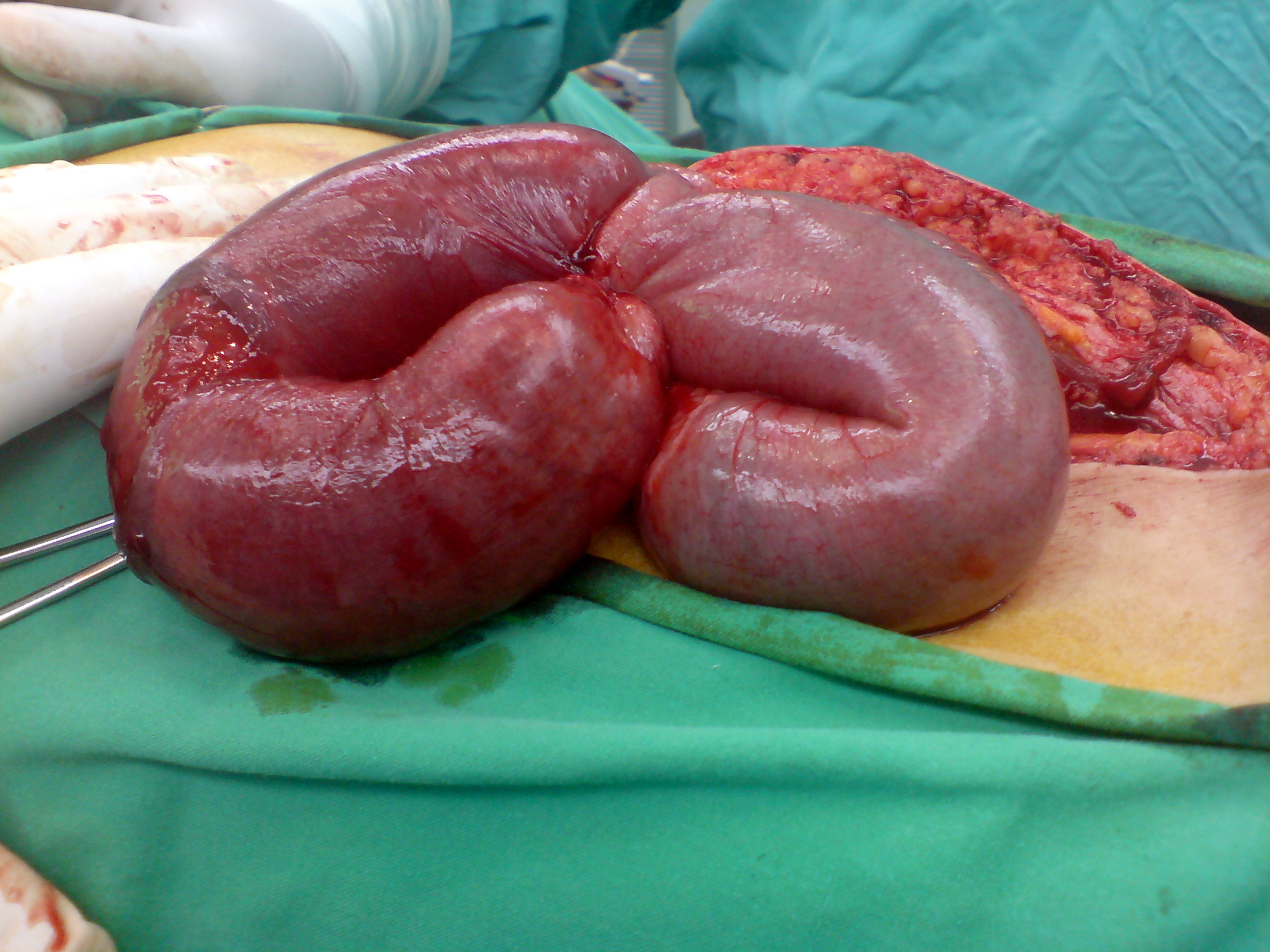
انسداد الأمعاء الدقيقة ناتج عن التصاقات